# Richnava
Richnava és un poble i municipi d'Eslovàquia. Es troba a la regió de Košice, a l'est del país.

## Història
La primera referència escrita de la vila data del 1246.

## Demografia
| Godina             | 1994 | 2004    | 2014    | 2024    |
| ------------------ | ---- | ------- | ------- | ------- |
| Nombre de persones | 1497 | 2055    | 2744    | 3528    |
| Diferència         |      | +37,27% | +33,52% | +28,57% |

| Godina             | 2023 | 2024   |
| ------------------ | ---- | ------ |
| Nombre de persones | 3434 | 3528   |
| Diferència         |      | +2,73% |